# Baixada de Jacarepaguá
A Baixada de Jacarepaguá é uma região histórica e geográfica do Rio de Janeiro compreendida entre o Maciço da Tijuca, o Oceano Atlântico e o Maciço da Pedra Branca. Sua ocupação se iniciou ainda no século XVII, com a criação da Freguesia de Nossa Senhora do Loreto e Santo Antônio de Jacarepaguá (1661), a 4ª freguesia da cidade e 1ª na então zona rural (atual Zona Oeste).

## Topônimo
"Jacarepaguá" é um termo tupi que significa "enseada do mar de jacaré", através da junção dos termos îakaré ("jacaré"), pará ("mar") e kûá ("enseada").

## Bairros
A grande extensão da região resultou, quando de sua urbanização, na formação de diversos bairros:
- Anil
- Barra Olímpica
- Barra da Tijuca
- Camorim
- Cidade de Deus
- Curicica
- Freguesia
- Gardênia Azul
- Grumari
- Itanhangá
- Joá
- Pechincha
- Praça Seca
- Recreio dos Bandeirantes
- Taquara
- Tanque
- Vargem Grande
- Vargem Pequena
- Vila Valqueire